# زمین‌شناس

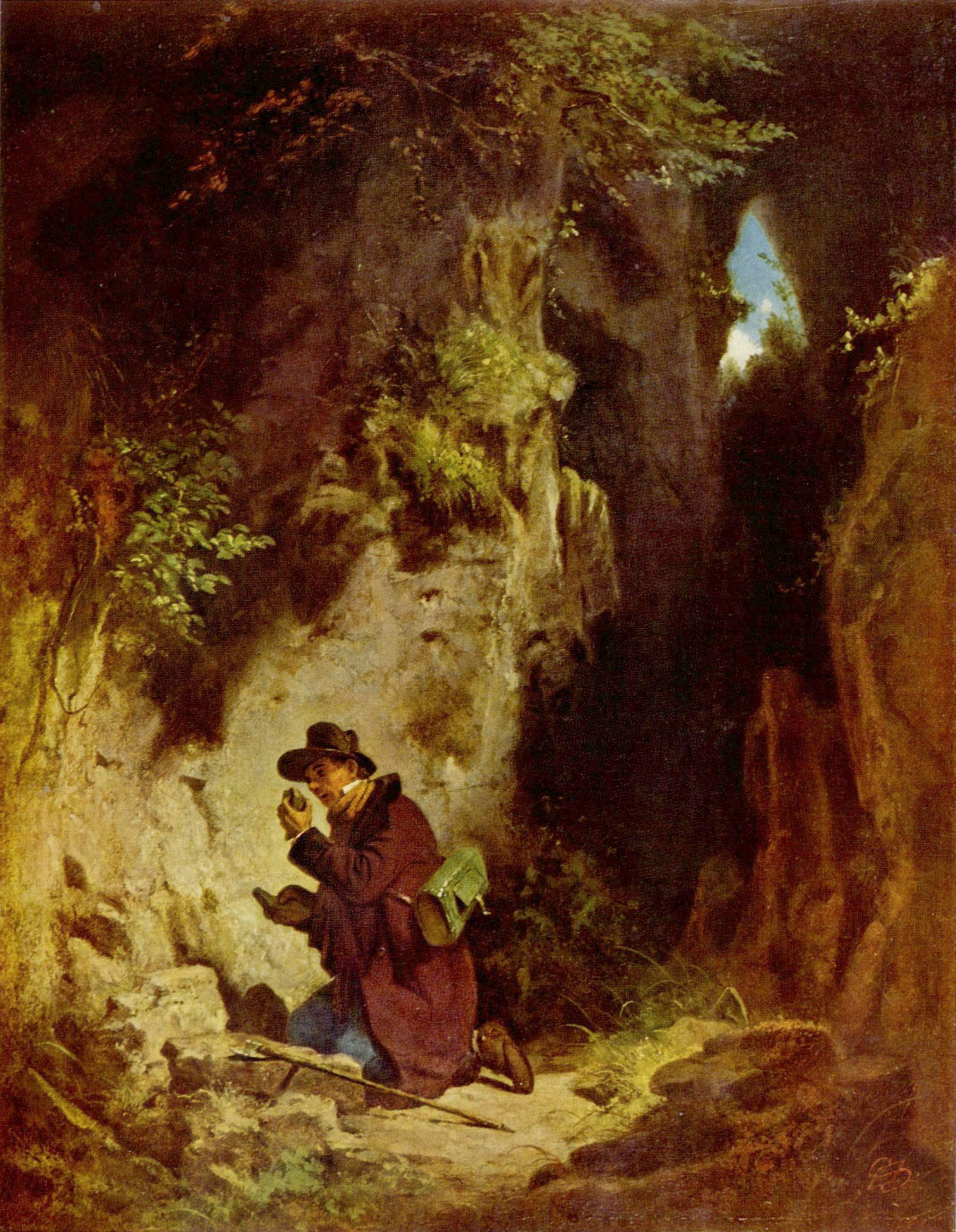
نقاشی زمین‌شناس، اثر کارل اشپیتسوِگ، حدود سال ۱۸۶۰

زمین‌شناس کسی یا ویژگی کسی است که در علم زمین‌شناسی تخصص دارد و عهده‌دارِ درک و تفسیر یک، دو، یا چند شاخه از این علم است. زمین‌شناس دربارهٔ مواد جامد و مایعِ تشکیل‌دهندهٔ زمین مطالعه می‌کند. همچنین، با دانش‌هایی مانند فیزیک، شیمی، و زیست‌شناسی آشنایی دارد.